# Kapfing (Gemeinde Fügen)
Kapfing ist ein Dorf und eine Fraktion (Ortschaft) der Gemeinde Fügen im Bezirk Schwaz in Tirol mit 1006 Einwohnern (Stand 1. Jänner 2024).

## Geographie
Das Haufendorf Kapfing liegt im vorderen Zillertal knapp 2 km südlich des Gemeindehauptortes Fügen auf den Schwemmkegeln von Finsingbach und Rischbach auf einer Höhe von 549 m ü. A.
Kapfing verfügt über eine eigene Haltestelle der Zillertalbahn (Kapfing im Zillertal).

## Geschichte
Die Gegend war vermutlich schon in vorrömischer Zeit besiedelt, ein 1982 in Kapfing gefundenes Urnenfeld stammt aus dem 12. Jahrhundert v. Chr.
927 erhielt der Salzburger Erzbischof Adalbert II. im Tauschweg einen Besitz ad Funzinam (am Finsingbach bzw. Finsing in Uderns) übertragen. Dies ist die früheste Erwähnung einer Ortschaft im Zillertal. Kapfing wird als Chaephing 1299 erstmals in einer Urkunde genannt, in der ein Kapfinger, Konrad, als einer der Zeugen aufscheint. In späteren Dokumenten wird der Ort Chäp(p)fing, Khäpfing oder Köpfing genannt. Der Name geht auf den altbairischen Personennamen Kapfo mit -ing-Suffix zurück.
1658 brannten sechs Häuser nach einem Blitzschlag ab.
Kapfing war zunächst eine Hauptmannschaft (Gemeinde) des salzburgischen Gerichtes Kropfsberg-Zell bzw. Fügen. Unter der bayrischen Besatzung wurde es 1811 mit Fügen, Fügenberg und Pankrazberg zur Großgemeinde Fügen zusammengeschlossen. Nach dem Ersten Weltkrieg gab es in Kapfing Bestrebungen, wieder eine eigenständige Gemeinde zu werden, was aber nicht verwirklicht wurde. Selbstständig wurde jedoch die Freiwillige Feuerwehr Kapfing, bis dahin ein Zug der Freiwilligen Feuerwehr Fügen. 2012 beschloss der Gemeinderat, sie wieder mit der Fügener Feuerwehr zusammenzulegen.

## Persönlichkeiten
Söhne und Töchter des Ortes
- Andreas Mauracher (1758–1824), Tischler und Orgelbauer.